# Juárez Hidalgo
Juárez Hidalgo là một đô thị thuộc bang Hidalgo, México. Năm 2005, dân số của đô thị này là 2820 người.